# Municipio de Sandoval
El municipio de Sandoval (en inglés: Sandoval Township) es un municipio ubicado en el condado de Marion en el estado estadounidense de Illinois. En el año 2010 tenía una población de 2322 habitantes y una densidad poblacional de 50,95 personas por km².

## Geografía
El municipio de Sandoval se encuentra ubicado en las coordenadas 38°36′18″N 89°6′51″O / 38.60500, -89.11417. Según la Oficina del Censo de los Estados Unidos, el municipio tiene una superficie total de 45,57 km², de la cual 45,43 km² corresponden a tierra firme y (0,32%) 0,15 km² es agua.

## Demografía
Según el censo de 2010, había 2.322 personas residiendo en el municipio de Sandoval. La densidad de población era de 50,95 hab./km². De los 2.322 habitantes, el municipio de Sandoval estaba compuesto por el 97,85% blancos, el 0,47% eran afroamericanos, el 0.04% eran amerindios, el 0,39% eran asiáticos, el 0,04% eran isleños del Pacífico, el 0.04% eran de otras razas y el 1.16% pertenecían a dos o más razas. Del total de la población el 1,16% eran hispanos o latinos de cualquier raza.